# 北坂真一
北坂 真一（きたさか しんいち、1960年10月13日 - ）は、日本の経済学者、同志社大学教授。
兵庫県生まれ。1983年関西学院大学経済学部卒業。1991年神戸大学大学院経済学研究科博士課程修了、「均衡動学モデルの計量的研究 日本経済への適用」で経済学博士。名古屋市立大学経済学部助教授、神戸大学国際協力研究科助教授をへて、同志社大学経済学部教授。1988年『資産市場と景気変動　現代日本経済の実証分析』（小川一夫共著）で日経・経済図書文化賞受賞。

## 著書
- 『現代日本経済入門 「バランスシート不況」の正しい見方・考え方』東洋経済新報社 2001
- 『Q&A 55入門日本経済』ダイヤモンド社 2002
- 『マクロ経済学・ベーシック』有斐閣ブックス　2003
- 『統計学から始める計量経済学』有斐閣ブックス　2005
- 『経済政策を担う人々 官の構造改革』日本評論社 2006

### 共著
- 『資産市場と景気変動 現代日本経済の実証分析』小川一夫共著 日本経済新聞社 1998

## 論文
- ＜北坂真一